# Pressappoco
Pressappoco. Papere, bufale e altre bestialità dei giornalisti italiani (edito dalla Arnoldo Mondadori Editore Editore nel 1992) è un saggio di Onofrio Pirrotta, giornalista italiano, noto come cronista politico, sugli errori ed il pressappochismo di molti suoi colleghi, soprattutto nel trattare argomenti storici, geografici, letterari, scientifici e nel condire i loro articoli di citazioni anche latine e regolarmente sbagliate. I giornalisti citati vanno dalle grandi firme come Eugenio Scalfari, Indro Montanelli ed Enzo Biagi, ai cronisti di nera, più o meno famosi, che sbattono il mostro in prima pagina senza tanti scrupoli. "Mostri" che, quasi sempre, dopo un po' di tempo, si riveleranno assolutamente innocenti.

## Edizioni
- Onofrio Pirrotta, Pressappoco. Papere, bufale e altre bestialità dei giornalisti italiani, collana Ingrandimenti, Arnoldo Mondadori Editore, 1992,  pp.184, ISBN 88-04-35112-8.